# Joan Snyder
Pour les articles homonymes, voir Snyder.
Joan Snyder, née le 16 avril 1940 dans le comté de Middlesex, est une peintre américaine. Elle est une boursière Guggenheim, MacArthur et du National Endowment for the Arts.

## Biographie
Après avoir obtenu un baccalauréat en sociologie du Douglass College en 1962, Snyder obtient sa maîtrise en beaux-arts de l'Université Rutgers en 1966.
Snyder attire d'abord l'attention du public au début des années 1970 avec ses « peintures à trait » raffinées et élégantes, qui utilisent une grille pour déconstruire et raconter l'histoire de la peinture abstraite. Selon Lance Esplund du Wall Street Journal : « Les fonctions de l'art de Mme Snyder consistent avant tout à perpétuer la tradition de la peinture et à explorer les aspects les plus problématiques de la condition humaine ; nous connecter non seulement les uns aux autres et à la nature, mais également aux anciens rites et mythes. Elle nous rappelle que si nous sommes modernes et civilisés, l’art peut toujours être brut, primitif et talismanique. Sans excuses ni décorum, le travail de Mme Snyder réveille toutes les choses encore sauvages en nous. »
Souvent qualifiées d’autobiographiques ou confessionnelles, les peintures de Snyder sont des récits d’expériences personnelles et collectives. Par une approche résolument individuelle et des expériences continues avec la technique et les matériaux, Snyder étend le potentiel expressif de la peinture abstraite, inspirant des générations d’artistes émergentes.

## Travaux
En 1962, alors qu'elle vit dans une ferme du New Jersey, Snyder travaille dans un studio au bord de la rivière Raritan, au Nouveau-Brunswick, créant ses premières peintures de paysages et de fermes. Vers le milieu des années 1960, elle travaille explicitement avec l'idée d'une sensibilité féminine en utilisant des matériaux dans ses peintures tels que graines de lentilles, flocage, fil, paillettes et gaze. Snyder décrit ses procédés impliquant des matériaux non artistiques comme un type d'acte rituel pour la peinture. Les idées de Snyder se reflètent souvent dans ses peintures par d'autres moyens que la peinture, tels que la musique, la poésie et les mots, afin de renforcer les idées contenues dans ses œuvres. Ces travaux mènent finalement aux peintures de Snyder à la fin des années 1960 et au début des années 1970. Les critiques qualifient ce travail d'inaccessible au public en raison de son style de peinture désordonné et encombré. Snyder travaille aux côtés d’artistes telles que Mary Heilmann, Jennifer Bartlett et Harriet Korman dans les années 1960, qui tentent toutes d’intégrer davantage de processus dans leur création artistique.
Les travaux de Snyder incluent notamment :
- See What a life, Etching and woodcut print, 24 × 36 in, 2010[6]
- Things Have Tears And We Know Suffering, gravure sur bois peinte à la main, 18 po x 18 po, 1984[6]
- For the Gold, huile, acrylique, paillettes sur panneau de bois, 20 × 36 po[6]
- Wild roses, lithographie, gravure, gravure sur bois, 28 3/8 po x 38 3/8 po, 2010[6]
- Requiem / Let Them Rest, eau-forte, lithographie, gravure sur bois, 26 × 20 in, 1998, Edition de 120[6]
- Black Pond, huile, acrylique, papier mâché, papier / brindilles, paillettes sur toile de lin, 24 × 24 po, 2011[6]

Après les peintures au trait au milieu des années 1970, le travail de Snyder revisite la sensibilité féminine et explore plus encore la matérialité. À la fin des années 1970, elle abandonne la forme de la grille et commence à incorporer plus explicitement des symboles et du texte dans ses peintures.

### Le mouvement féministe
Snyder est une féministe autoproclamée et crée une œuvre inspirée de l'expressionnisme abstrait en raison de la domination de ce genre de peinture par des artistes masculins. Dans son travail, elle utilise des formes et des marques évoquant l'anatomie féminine telles que les ouvertures vaginales, les mamelons et les seins.
En 1971, Snyder fonde la Mary H. Dana Women Artist Series, « la plus ancienne salle d'exposition continue aux États-Unis consacrée à rendre visible le travail d'artistes féminines contemporaines émergentes et établies ».

## Expositions et Collections
En 1994, Joan Snyder, Peintre : de 1969 à nos jours est exposée au Parrish Art Museum de Southampton, LI[Quoi ?]. Il s'agit d'une exposition composée des 25 premières années de son travail, jusqu'à sa carrière.
En 2005, le Jewish Museum de New York présente une étude de 35 ans sur le travail de Snyder qui est présentée au Danforth Museum of Art de Framingham, dans le Massachusetts. L'exposition est accompagnée d'une monographie, Joan Snyder, avec une introduction de Norman Kleeblatt et des essais de Hayden Herrera et Jenni Sorkin.
En 2011, Danse dans le noir : Joan Snyder Prints 1963-2010 ouvre au Zimmerli Art Museum de l'Université Rutgers, au Nouveau-Brunswick, au New Jersey, et s'est rendu à la Boston University Art Gallery, au musée de l'Université de Richmond et au Musée d'art de l'Université du Nouveau-Mexique, accompagné d'un catalogue d'exposition complet avec un essai de la conservatrice, Marilyn Symmes.
En 2015, Sub Rosa ouvre ses portes à la Franklin Parrasch Gallery de Manhattan, dans l'État de New York, où était exposée son travail les deux années précédentes.
Le travail de Snyder se retrouve dans de nombreuses collections publiques, notamment le Metropolitan Museum of Art, le Museum of Modern Art, le Whitney Museum of American Art, le Jewish Museum, le Guggenheim, le High Museum of Art, le San Francisco Museum of Modern Art, l'Art Institute of Chicago, la Phillips Collection, le musée des beaux-arts de Dallas et le musée national des femmes dans les arts.

## Honneurs et bourses
Snyder est récipiendaire d'une bourse du Fonds national pour les arts en 1974, d'une bourse commémorative John Simon Guggenheim en 1983, d'une bourse MacArthur en 2007 et d'un prix Arts & Letters de l'Académie américaine des arts et des lettres.